# San Marco (Hals)
 San Marco  o  San Marco Evangelista è un dipinto a olio di tela di Frans Hals realizzato nel 1625 e conservato nel Museo Puškin delle belle arti di Mosca in Russia. Fu inizialmente inserito nel ciclo di dipinti dei quattro Evangelisti (Matteo, Marco, Luca e Giovanni). 

## Storia
Questo dipinto è stato documentato nel XVIII secolo, ma è stato riscoperto negli anni '70, quando è stato identificato da Claus Grimm come uno dei quattro dipinti perduti di Hals degli evangelisti [8] All'epoca il dipinto aveva un colletto dipinto sopra la barba e la veste ed era attribuito a Luca Giordano. 
Nel suo catalogo del 1989 della mostra internazionale di Frans Hals, Seymour Slive ha incluso una foto dell'immagine precedente per mostrare perché il dipinto era andato perduto per così tanti anni. 

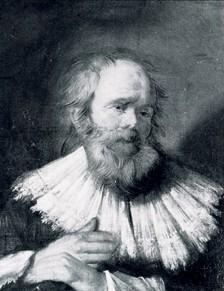
Prima
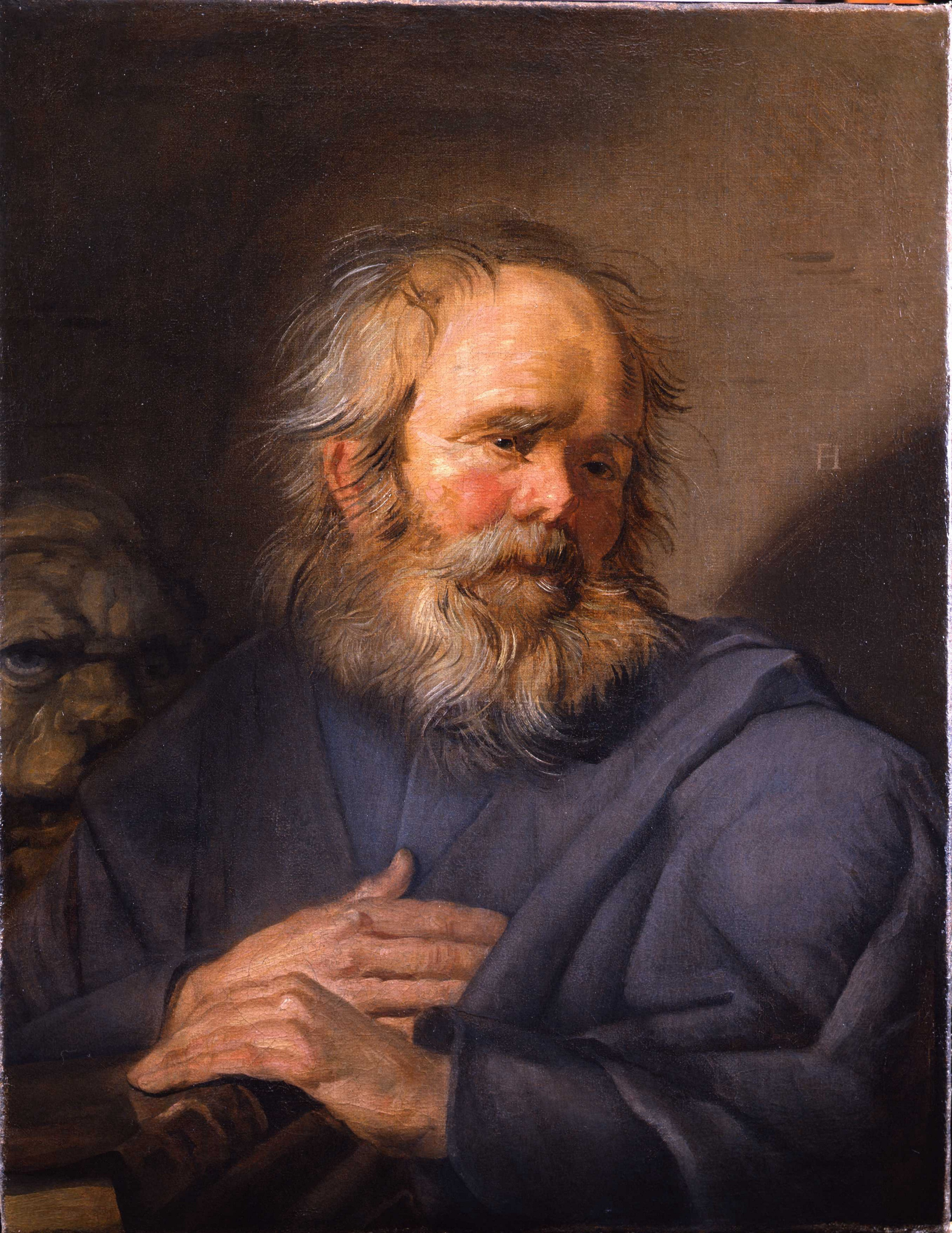
Dopo

## Descrizione
Il dipinto raffigura San Marco nell'iconografia tradizionale come un vecchio dai capelli grigi con un mantello ruvido, appoggiato a una pila di libri della biografia di Cristo da lui scritta. Al suo gomito mostra la testa di un leone - un attributo indispensabile di Marco. Il girovita della figura e le ridotte dimensioni della tela (68,5 x 52,5 cm) ne indicano lo scopo da camera. Lo spazio della stanza è appena segnato, il che concentra l'attenzione dello spettatore sul viso e sulle mani del personaggio, che sono fortemente caratterizzati. La tela è realizzata con olio su tela in colori caldi, con una predominanza del marrone, che corrisponde alla combinazione di colori dell'età d'oro dell'arte olandese. 

### I quattro evangelisti di Frans Hals
Inizialmente, il quadro faceva parte di una serie di dipinti dei quattro Evangelisti: Luca, Matteo, Marco e Giovanni. Gli storici dell'arte Seymour Slive e Klaus Claus Grimm concordano sul fatto che la serie risalga alla metà degli anni '20 del Seicento. 
Non si sa nulla del committente dei dipinti e delle circostanze della loro creazione. Forse i dipinti sono stati realizzati per una chiesa cattolica o luterana, anche se le dimensioni ridotte e la natura intima del dipinto suggeriscono che siano stati realizzati per una piccola cappella privata, o forse per la chiesa cattolica clandestina a Haarlem, o anche per una casa privata. Le funzioni cattoliche furono consentite a Haarlem nell'aprile 1581, ma prima lo erano le cappelle domestiche. È anche possibile che il cliente fosse protestante, o che l'artista li abbia dipinti per sé, come fece Hendrick ter Brugghen con un ciclo simile, o Rembrandt gli apostoli. Claus Grimm e Seymour Slive concordano sul fatto che l'ordine era molto probabilmente un privato, piuttosto che secolare. Fino al XVIII secolo le tele erano in Olanda. 
I quattro evangelisti di Hals furono documentati nel 1910 da Hofstede de Groot , che scrisse "I quattro evangelisti. - Quattro quadri separati, ciascuno a mezzo busto, che mostrano le mani e gli attributi del santo. Ogni tela 27 1/2 pollici per 22 pollici. I saldi. - Gerard Hoet, L'Aia, 25 agosto 1760 (Terw. 231), n. 134 (120 fiorini, Yver). L'Aia, 13 aprile 1771, Z. n. 35. FW Baron van Borck, Amsterdam, 1 maggio 1771, n. 34 (33 fiorini, Yver)." All'epoca in cui scriveva, questi dipinti erano considerati perduti ":

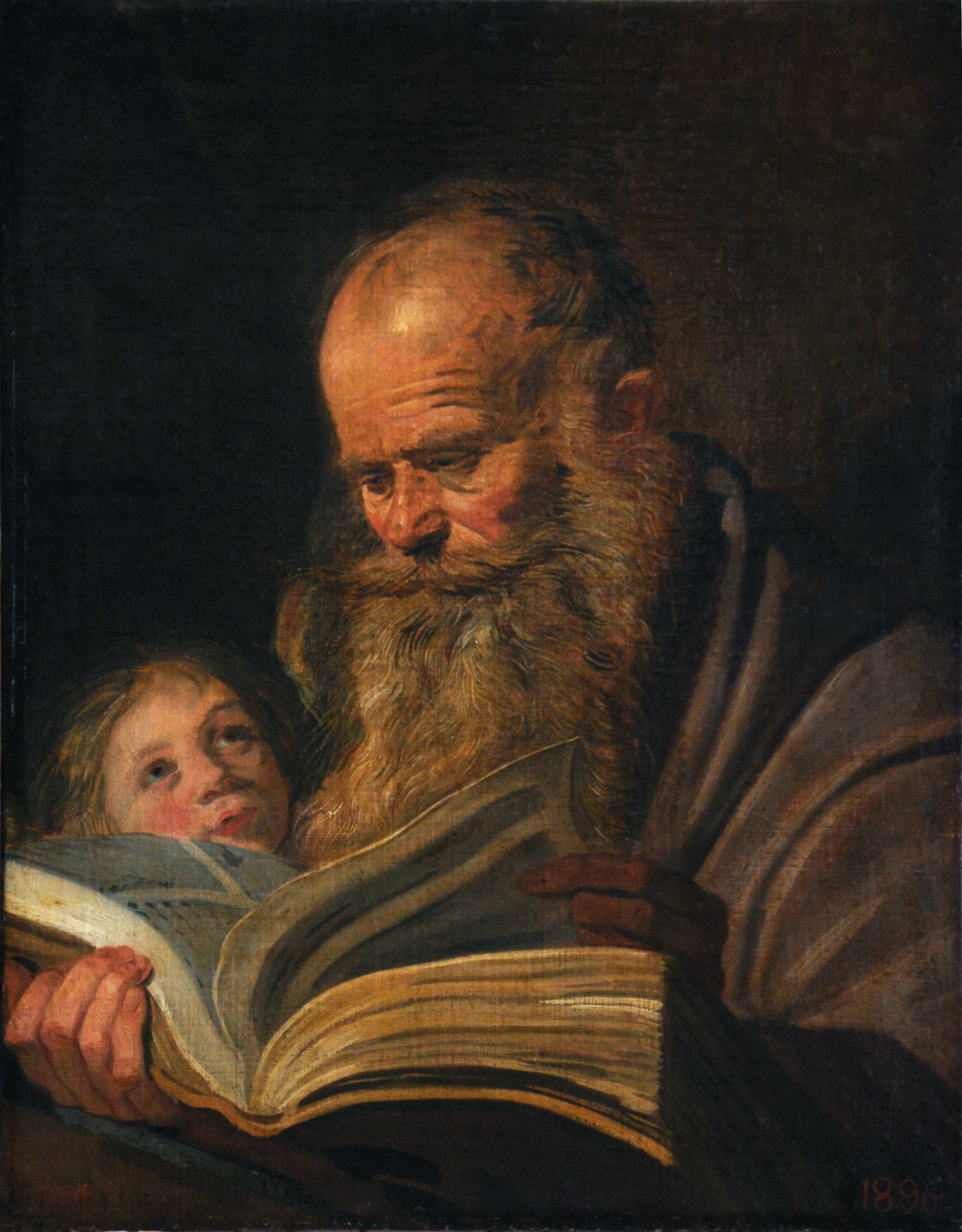
San Matteo
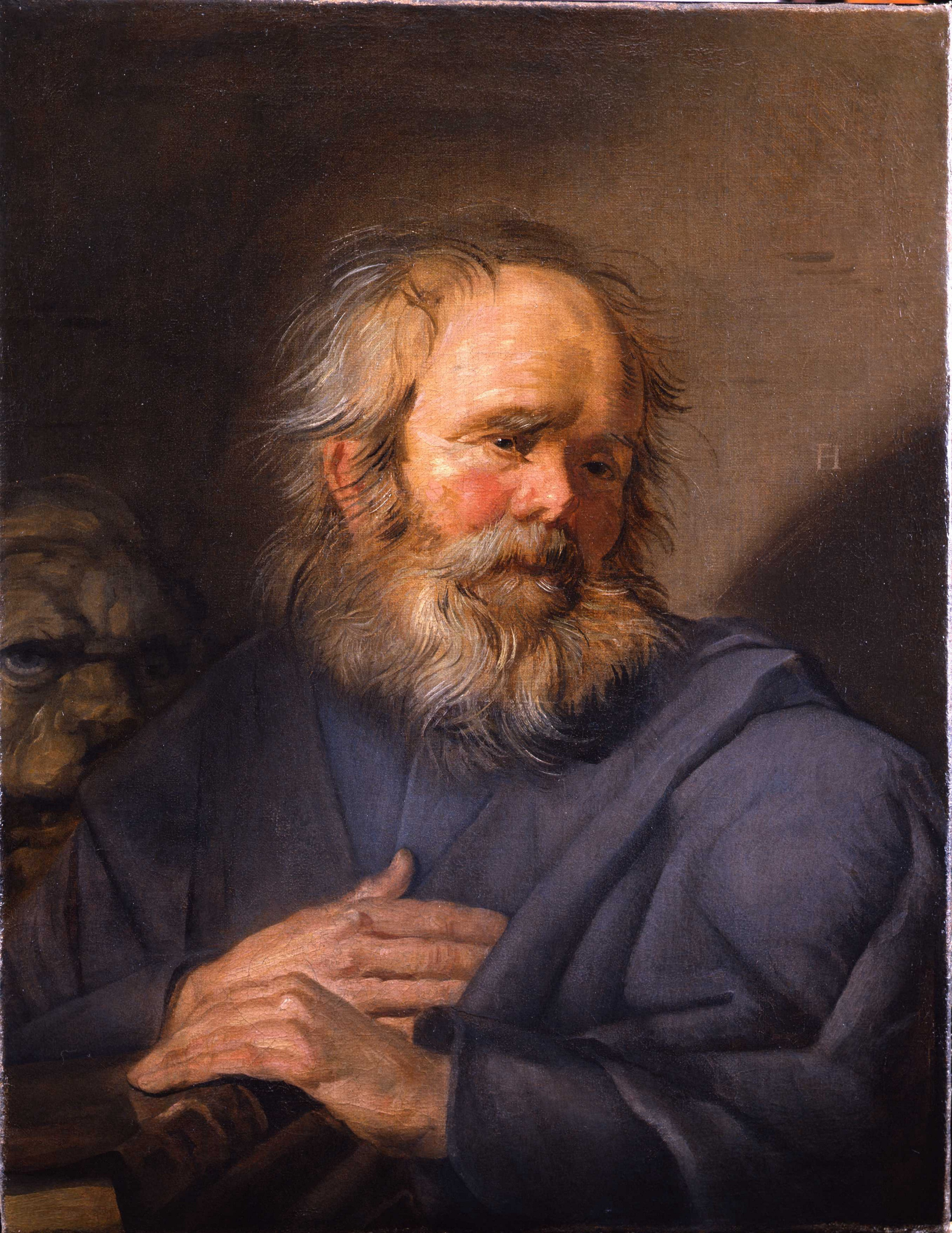
San Marco
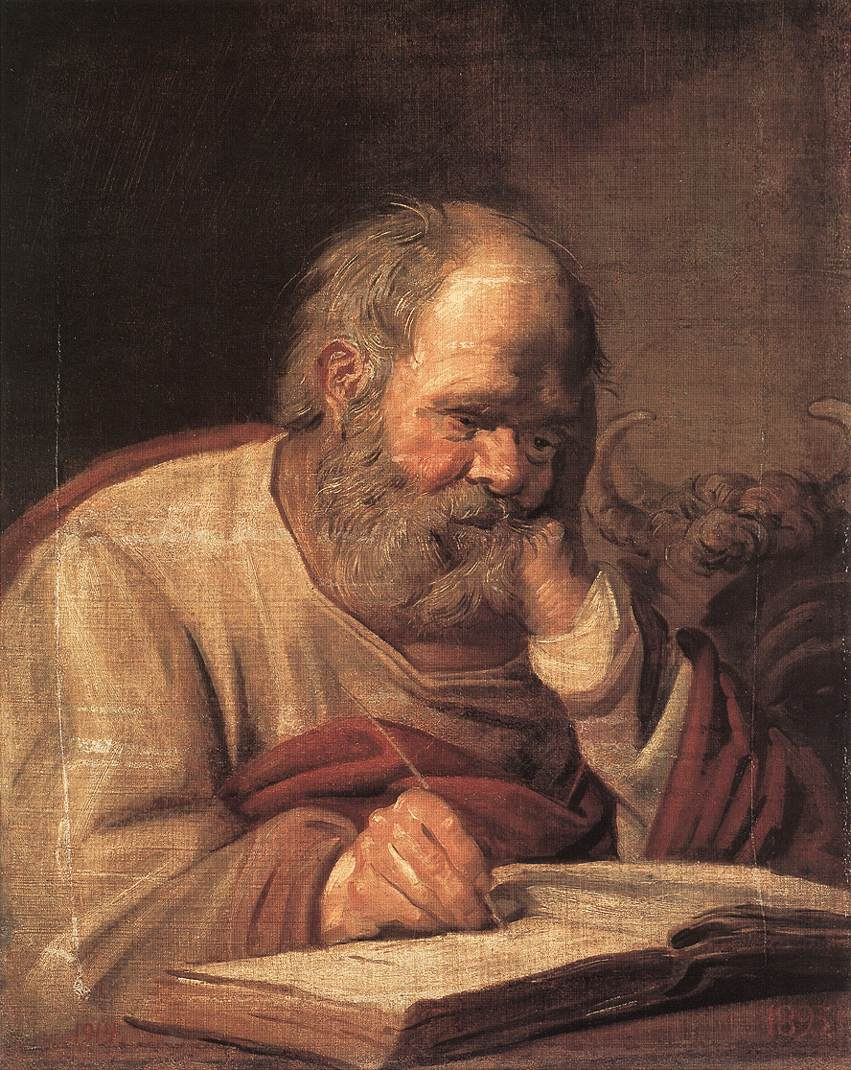
San Luca
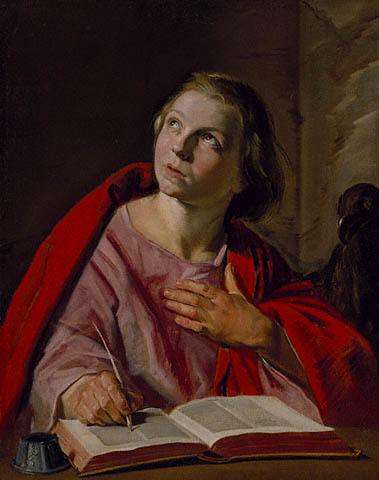
San Giovanni Evangelista